# Joey DeFrancesco
Joey DeFrancesco (Springfield Township, 1971. április 10. – Phoenix, 2022. augusztus 25.) amerikai dzsessz-zenész; orgonista,  trombitás,  énekes.

## Pályakép
Apja, John DeFrancesco maga is dzsessz-zorgonista volt. A fiú pedig csodagyerek. Négyéves korában apja után már lejátszotta a dzsessz-dalokat. Rengeteg dallamot tanult meg hatalmas lemezgyűjteményükből. A papa a fiút magával vitte a koncertekre, ahol beülhetetett ismert philadelphiai zenészek közé. Rendkívüli billentyűs tehetsége a zongora mellett az orgonánál is kibontakozott.

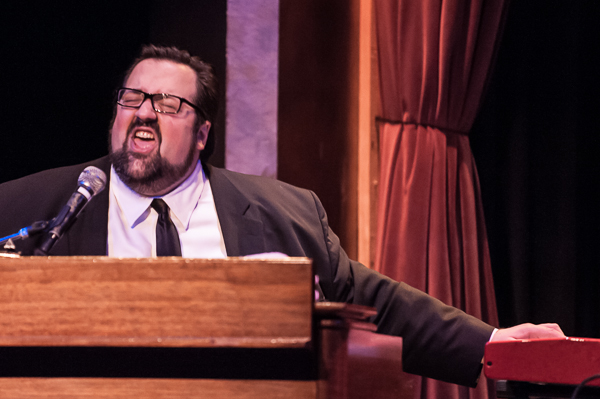

Miles Davis hatására pedig a trombitát is elsajátította. Egy philadelphiai tévéműsorban Miles Davis vendégeként szerepelt, ahol Joey a a zenekar tagja volt. Rövidesen a tagok egyike lett.
Sok évvel később Joey dzsesszorgona-előadásait Miles Davis trombitafutamaival színesítette.

## Lemezválogatás
- The Free Spirits Tokyo Live (Verve Records, 1994), + John McLaughlin, Dennis Chambers
- Goodfellas (Concord Jazz, 1999) + Frank Vignola
- Incredible! (Concord Jazz, 2000) + Jimmy Smith
- Singin’ And Swingin’ (Concord Jazz, 2001)
- Ballads And Blues (Concord Jazz, 2002)
- The Philadelphia Connection: A Tribute to Don Patterson (HighNote, 2002)
- Falling In Love Again (Concord Jazz, 2003)
- Plays Sinatra His Way (HighNote, 2004)
- Organic Vibes (Concord Records, 2006)
- The Authorized Bootleg (Concord Records, 2006)
- DeFrancesco Brothers (VectorDisc, 2011) + a bátyja: Bruder Johnny, Glen Ferracone
- You’re Driving Me Crazy (Sony Legacy, 2018), + Van Morrison

## Díjak
- Grammy-díj jelölések: 2004, 2010.
- DeFrancesco kilencszer kapta meg Down Beat kritikusainak orgonista díját, és 2005-ben a Minden idők legjobb orgonistája címet.
- Megkapta a JazzTimes Awards-ot is.
- DeFrancesco a Hammond Hall of Fame egyik első tagja.